# Galeazzo Sforza (Pesaro)
Galeazzo Sforza (1469 – Milano, 14 aprile 1515), fu signore di Pesaro nel 1512, ultimo della dinastia Sforza.

## Biografia
Era figlio naturale di Costanzo I Sforza, secondo signore di Pesaro e di Fiore di Ugolino Boni, quindi fratello di Giovanni Sforza, che succedette al padre come signore di Pesaro nel 1483.
Su intervento della matrigna Camilla Marzano d'Aragona e di Francesco II Gonzaga marchese di Mantova, fu avviato al mestiere delle armi, servendo dapprima gli Orsini e successivamente il fratello.
Già incalzato dalle mire espansionistiche di Cesare Borgia, ell'ottobre 1500 fu imprigionato dai Pesaresi insorti contro il dominio sforzesco, dovendo quindi riparare a Bologna presso la corte dei Bentivoglio.
Riottenuta dal fratello l'investitura di Pesaro dal nuovo papa Giulio II, militò per le truppe papali.
Morto il fratello Giovanni nel luglio 1510, fu tutore del piccolo nipote Costanzo II Sforza, alla cui morte prematura il 5 agosto 1512 gli successe nella signoria di Pesaro.
La sua investitura venne però negata da papa Giulio II, desideroso di conferire Pesaro al nipote Francesco Maria I Della Rovere; assediato da quest'ultimo e dalle truppe papali, Galeazzo fu costretto il 2 novembre ad abbandonare la città in cambio di una pensione.
Rifugiatosi presso la corte di Milano, fu nominato governatore di Cremona, nelle cui vesti subì una breve prigionia (maggio 1513) a opera delle truppe franco-veneziane.
Il 12 marzo 1515 venne colpito da un colpo di archibugio mentre faceva ritorno da Parma a Milano assieme al duca Massimiliano Sforza e morì per i postumi delle ferite riportate il 14 aprile.

## Discendenza
Galeazzo sposò il 4 agosto 1507 Ginevra, figlia di Ercole Bentivoglio e di Barbara Torelli, ma non ne ebbe figli.

## Ascendenza
|                    |   |                            | Genitori                   |  |  | Nonni |  |  | Bisnonni          |  |  | Trisnonni       |  |
|                    |   |                            |                            |  |  |       |  |  | Giacomo Attendolo |  |  | Giovanni Sforza |  |
|                    |   |                            |                            |  |  |       |  |  | Giacomo Attendolo |  |  | Giovanni Sforza |  |
|                    |   | Elisa Petraccini           |                            |  |  |       |  |  | Giacomo Attendolo |  |  |                 |  |
| Alessandro Sforza  |   |                            |                            |  |  |       |  |  | Giacomo Attendolo |  |  |                 |  |
|                    |   | Lucia Terzani              | …                          |  |  |       |  |  |                   |  |  |                 |  |
|                    |   | Lucia Terzani              | …                          |  |  |       |  |  |                   |  |  |                 |  |
|                    |   | Lucia Terzani              | …                          |  |  |       |  |  |                   |  |  |                 |  |
| Costanzo I Sforza  |   | Lucia Terzani              |                            |  |  |       |  |  |                   |  |  |                 |  |
|                    |   | Pietro Gentile l da Varano | Rodolfo III da Varano      |  |  |       |  |  |                   |  |  |                 |  |
|                    |   | Pietro Gentile l da Varano | Rodolfo III da Varano      |  |  |       |  |  |                   |  |  |                 |  |
|                    |   | Pietro Gentile l da Varano | Contessa Costanza Smeducci |  |  |       |  |  |                   |  |  |                 |  |
| Costanza da Varano |   | Pietro Gentile l da Varano |                            |  |  |       |  |  |                   |  |  |                 |  |
|                    |   | Elisabetta Malatesta       | Galeazzo Malatesta         |  |  |       |  |  |                   |  |  |                 |  |
|                    |   | Elisabetta Malatesta       | Galeazzo Malatesta         |  |  |       |  |  |                   |  |  |                 |  |
|                    |   | Elisabetta Malatesta       | Battista da Montefeltro    |  |  |       |  |  |                   |  |  |                 |  |
| Galeazzo Sforza    |   | Elisabetta Malatesta       |                            |  |  |       |  |  |                   |  |  |                 |  |
|                    | … | …                          |                            |  |  |       |  |  |                   |  |  |                 |  |
|                    | … | …                          |                            |  |  |       |  |  |                   |  |  |                 |  |
|                    | … | …                          |                            |  |  |       |  |  |                   |  |  |                 |  |
| …                  | … |                            |                            |  |  |       |  |  |                   |  |  |                 |  |
|                    |   | …                          | …                          |  |  |       |  |  |                   |  |  |                 |  |
|                    |   | …                          | …                          |  |  |       |  |  |                   |  |  |                 |  |
|                    |   | …                          | …                          |  |  |       |  |  |                   |  |  |                 |  |
| Fiora Boni         |   | …                          |                            |  |  |       |  |  |                   |  |  |                 |  |
|                    |   | …                          | …                          |  |  |       |  |  |                   |  |  |                 |  |
|                    |   | …                          | …                          |  |  |       |  |  |                   |  |  |                 |  |
|                    |   | …                          | …                          |  |  |       |  |  |                   |  |  |                 |  |
| …                  |   | …                          |                            |  |  |       |  |  |                   |  |  |                 |  |
|                    |   | …                          | …                          |  |  |       |  |  |                   |  |  |                 |  |
|                    |   | …                          | …                          |  |  |       |  |  |                   |  |  |                 |  |
|                    |   | …                          | …                          |  |  |       |  |  |                   |  |  |                 |  |
|                    |   | …                          |                            |  |  |       |  |  |                   |  |  |                 |  |